# John Lyng
John Daniel Lyng (22. august 1905 i Trondheim – 18. januar 1978 i Bærum) var en norsk politiker, der repræsenterede partiet Høyre. Lyng var Norges statsminister fra 28. august til 25. september 1963 i en koalitionsregering bestående af Høyre, Senterpartiet, Kristelig Folkeparti og Venstre.

## Biografi
I 1927 blev Lyng cand.jur. og læste senere ved Københavns Universitet og Ruprecht-Karls-Universität Heidelberg. Før og efter 2. verdenskrig arbejdede han som advokat og dommer.
Lyng, der oprindeligt var medlem af Frisinnede Venstre, som han var lokalformand for 1934-1935, startede sin politiske karriere i Trondheims kommunalbestyrelse. Her var han medlem 1934-1940. I 1945 skiftede han til Høyre, hvis lokalafdeling i Trondheim han var formand for indtil 1947. Han blev blev medlem af Stortinget for Sør-Trøndelag og Nord-Trøndelag i 1945 og blev genvalgt i 1953. Han var ude af parlamentet en periode, men blev valgt igen i 1958 og 1961, denne gang for Akershus. Fra 1955 til 1959 var han medlem af kommunalbestyrelsen i Skien og var borgmester i Oslo og Akershus fylker fra 1964 til 1970.
Han blev statsminister i august 1963 efter at to repræsentanter fra Sosialistisk Venstreparti tilsluttede sig en mistillidsdagsorden mod Einar Gerhardsens tredje regering. Dagsordenen blev vedtaget med stemmerne 76-74 og var affødt af den såkaldte Kings Bay-sag, der drejede sig om en serie mineulykker i Ny-Ålesund. Socialisternes mistillidsdagsorden var en protest, men allerede efter en måned dannede Arbeiderpartiet atter regering. Efter parlamentsvalget i 1965 lykkedes det imidlertid atter centrum-højre-koalitionen at danne regering med Per Borten som regeringsleder og John Lyng som udenrigsminister. Han sad frem til 1970.

## Eksterne links
- Wikimedia Commons har flere filer relateret til John Lyng